# Деса (великий жупан)
Деса (*Деса, д/н  —після 1166) — великий жупан Рашки (Сербії) у 1150—1155 та 1162—1165 роках.

## Життєпис
Походив з династії Вукановичів. Молодший син Уроша I, великого жупана Рашки, та Анни Діогенісса (онуки візантійського імператора Романа IV Діогена). 1145 році від брата Уроша II, що став новим великим жупаном після смерті Уроша I, Деса отримав володіння Дендра.
У 1148 році Деса разом з братом повстали проти візантійців при підтримці Угорщини та Сицилійського королівства, війська привів палатин і хорватський бан Белош Вуканович, що був братом сербських правителів. Деса переміг князя Радослава Воїславича, вірного васала Візантії. Було захоплено землі останнього — Дуклу, Травунію і Захум'є. Після поразки в 1150 році на річці Тара сербо-угорських військ від Візантії, Урош II Приміслав, великий жупан Сербії, приніс васальну присягу візантійському імператорові Мануїлу I.
Урош II намагався заарештувати Десу, але той також присягнув імператору Візантії і був визнаний співволодарем брата. При цьому Мануїл I підтримував конфлікт Деси з Урошем II. В 1153 році Деса скинув великого жупана Уроша Приміслава, але 1155 року Мануїл I повернув тому трон, поваливши Десу.
У 1162 році Деса вдруге посів сербський престол. Він уклав союз з Угорщиною, відправив посольства до німецьких правителів. Навіть збирався одружитися з німкенею.
1165 року Мануїл I викликав Десу до Константинополя, піддав публічному приниженню, змусив поклястися у вірності, але все одно позбавив сербського трону, залишивши лише невелику область Дендра поблизу Ніша. Подальша доля Деси невідома. замість нього візантійці поставили Тіхомира, представника молодшої гілки династії Вукановичів.